# Suspect
Suspect (Sospechoso en España e Hispanoamérica) es un thriller dramático estadounidense de 1987. Fue dirigida por Peter Yates y cuenta con Cher, Dennis Quaid y Liam Neeson en los papeles estelares. Otros miembros destacados del elenco incluyen a John Mahoney, Joe Mantegna, Fred Melamed y Philip Bosco.

## Argumento
Tras el suicidio de un juez y el aparente homicidio de su secretaria, un hombre sordomudo de nombre Carl Anderson es acusado como el autor material del crimen. Sin embargo, su abogada, Kathleen, cree en su inocencia y hará hasta lo imposible por sacar la verdad a la luz. Ella, con ayuda del consejero Eddie Sanger, quien al final sirve de jurado, descubrirán al verdadero asesino y, además, un círculo de corrupción que llega hasta los altos estrados.

## Reparto
- Cher - Kathleen Riley
- Dennis Quaid - Eddie Sanger
- Liam Neeson - Carl Wayne Anderson
- John Mahoney - Juez Matthew Bishop Helms
- Joe Mantegna - Charlie Stella
- Philip Bosco - Paul Gray
- Fred Melamed - Morty Rosenthal
- Bernie McInerney - Walter
- Bill Cobbs - Juez Franklin
- Richard Gant - Everett Bennett
- Jim Walton - Juez Marshal

## Producción
Para prepararse para su papel, Liam Neeson vivió durante dos días en un refugio para personas sin hogar en Washington.

## Crítica
Tras ver la escena final de la película, la cual es calificada al estilo Deus ex machina en donde el nombre del asesino es finalmente revelado, el afamado crítico cinematográfico Roger Ebert valoró la solidez de la cinta y las interpretaciones, pero dejó ver su frustración por su frágil final.
La cinta recibió dos puntos y medio de tres por Ebert y tiene una aprobación del 69% en el sitio especializado Rotten Tomatoes, basada en 16 críticas.